# رانيا عطية ودانيال جارسيا
رانيا عطية ودانيال جارسيا هما ثنائي إخراج أفلام.

## النشأة
وُلدت رانيا عطية في طرابلس بلبنان حيث تدور أحداث فيلمها الطويل الأول طيب، خلص، يلا. وُلد دانيال جارسيا في جنوب تكساس. التقى الاثنان في تكساس حيث كانا يدرسان الرسم ،وانتقلا معًا لاحقًا إلى نيويورك حيث التحقت رانيا بكلية مدينة نيويورك ودرس دانيال في جامعة نيويورك.

## الحياة المهنية
صور الاثنان فيلمهما اتش H كجزء من برنامج السينما في كلية بينالي البندقية. استغرقت الكتابة والإخراج إلى العرض الأول للفيلم ما يقرب من ستة أشهر. وعُرض الفيلم لأول مرة في مهرجان البندقية السينمائي الدولي الحادي والسبعين، ومهرجان صندانس السينمائي، ومهرجان برلين السينمائي الدولي في 2015. حاز الفيلم على جائزة إندبندنت سبيريت في عام 2015 وحصل مرة أخرى على ترشيح في عام 2016 لتكريم روبن بارتليت باعتباره أفضل ممثل مساعد.
أخرج الثنائي في عام 2019 فيلم الأحرف الأولى س.ج حول الأرجنتيني سيرج غينسبور. عُرض الفيلم لأول مرة في مهرجان تريبيكا السينمائي لعام 2019 حيث مُنحت رانيا جائزة نورا إيفرون لتكريم التميز في سرد القصص لكاتبة أو مخرجة.
كما أخرج الاثنان 3 حلقات لمسلسل من قصص الرعب بقناة كارتون نتوورك، وترشحا عنهم لجائزة مؤسسة ايماجن لأفضل مخرجين تلفزيونيين في عام 2021.
حصل الاثنان على زمالة غوغنهايم في الفيلم، ومنحة الفنان المتحد روكفلر. وفازت رانيا بجائزة أفضل فيلم قصير من الشرق الأوسط في مهرجان أبوظبي السينمائي عام 2009.
- طيب، خلص، يلا (2010)
- يوصى به إنريكي (2014)
- اتش. (2014)
- الأولى س.ج (2019)